# جون س. س. ماي
جون س. س. ماي (بالإنجليزية: John C.C. May)‏ هو شخصية أعمال وكبير الإداريين التنفيذيين بريطاني، ولد في 1964.

## وصلات خارجية
- الموقع الرسمي